# سنو وايت (فلم)
سنو وايت هو فيلمّ مصريٌ بدأ عرضه في 15 يناير 2025.

## قصة الفيلم
إيمان (مريم شريف) شابة مصرية قصيرة القامة، وتسعى للحب والزواج، لكن نظرة المجتمع السلبية لقصار القامة تمثل عائقاً، لذلك تسعى للإنترنت للتعبير عن نفسها بحرية.

## إنتاج الفيلم
الفيلم من بطولة الممثلة الشابة مريم شريف التي أدت دور دور إيمان، ويشاركها في البطولة كلٌ من محمد ممدوح، ومحمد جمعة، وخالد سرحان، وصفوة، وكريم فهمي، وأخرج الفيلم تغريد أبو الحسن، وأنتجه محمد عجمي.

## استقبال الفيلم
حازت بطلة الفيلم على جائزة اليُسر كأفضل ممثلة في مهرجان البحر الأحمر السينمائي الدولي في دورته الرابعة في ديسمبر 2024.
لكن الفيلم في المقابل فشل في تحقيق إيرادات كبيرة، إذ رُفع من دور العرض يوم 2 فبراير 2025، بعد 16 يوماً من العرض، محققاً 939 جنيهاً في آخر أيام عرضه.

## مصدر
1. 1 2 3  انطلاق العرض الخاص لـ فيلم سنو وايت.. موعد طرحه في السينمات
2. 1 2  15 يناير .. فيلم سنووايت في دور العرض المصرية نسخة محفوظة 2025-01-17 على موقع واي باك مشين.
3. 1 2  فيلم "سنو وايت" يفوز بجائزة "اليُسر لأفضل ممثلة" في ختام مهرجان البحر الأحمر السينمائي
4. ↑  سحب فيلم مصري من شاشات السينما بعد 16 يوم فقط.. ما السبب؟ نسخة محفوظة 2025-03-21 على موقع واي باك مشين.

## وصلات خارجية
- مقالات تستعمل روابط فنية بلا صلة مع ويكي بيانات